# Чень Янь (плавчиня, 1979)
Чень Янь (2 травня 1979) — китайська плавчиня.
Призерка Олімпійських Ігор 1996 року.
Чемпіонка світу з плавання на короткій воді 1997 року.